# Swiss Chamber - Camera di Commercio Svizzera in Italia
Swiss Chamber - Camera di Commercio Svizzera in Italia è attiva in Italia dal 1919. Riconosciuta dalle autorità italiane e svizzere, è oggi un’Associazione senza scopo di lucro che mira a favorire lo sviluppo e la crescita delle relazioni commerciali, industriali ed economiche tra i due Paesi, con particolare riguardo alla Piccola e Media Impresa.
Swiss Chamber si basa su un articolato network di relazioni con i principali operatori istituzionali del mondo commerciale ed economico italiano ed elvetico quali Associazioni di categoria, Consorzi, Università, Ministeri e Rappresentanze diplomatiche.

## Storia
La Camera di Commercio Svizzera in Italia venne fondata a Genova nel 1919 con l’obiettivo di “agevolare i rapporti tra Svizzera e Italia, in particolare quelli economici, contribuendo a renderli sempre più intensi e proficui”. Dopo aver trasferito nel 1931 la propria sede a Milano in Via Manzoni 5, la Camera di Commercio Svizzera in Italia lanciò nel 1941 la rivista camerale “La Svizzera Industriale e Commerciale”, oggi “La Svizzera”, volta a promuovere l’economia svizzera in Italia attraverso una ricca offerta editoriale dedicata alla realtà economica, finanziaria e commerciale italiana e svizzera. Nel 1943, nel pieno della Seconda Guerra Mondiale, gli uffici camerali ospitarono la fondazione della Mutua svizzera assicurazioni danni di guerra. Distrutta dai bombardamenti degli alleati sulla città meneghina, la sede della Camera di Commercio Svizzera in Italia venne trasferita prima in Foro Bonaparte 51 e poi in Via Gioberti 5. Dopo un’intensa attività camerale nel corso dell’intero periodo bellico, durante il quale ospitò il Delegato del Comitato Internazionale della Croce Rossa, gli uffici della Camera di Commercio Svizzera in Italia vennero trasferiti nella nuova sede del Centro Svizzero di Via Palestro 2, palazzo di proprietà della Confederazione che ospita tuttora le maggiori Istituzioni elvetiche operanti in Italia.
Nel 1997 la Camera di Commercio Svizzera in Italia ottenne il riconoscimento ufficiale delle autorità italiane attraverso l’iscrizione presso il Ministero del Commercio con l’Estero all’Albo delle Camere di Commercio Estere in Italia (Legge 580/93, art. 22 D.M. 15.02.00 n. 96) presso l'Unione italiana delle Camere di commercio, industria, artigianato e agricoltura.

## Advisory Board
L’Advisory Board di Swiss Chamber è costituito da un gruppo di primarie aziende svizzere operanti in Italia, chiamate a supportare la Camera in termini di visione strategica e di consolidamento. Questo organismo svolge un ruolo consultivo e propositivo, affiancando la Presidenza e gli organi direttivi della Camera nella definizione delle linee di sviluppo. Quali leader di mercato nel loro settore, i membri dell’Advisory Board mettono a disposizione della Camera un qualificato patrimonio di idee e di stimoli, indispensabili per rispondere alle sempre più complesse dinamiche di mercato.

## Albo dei Presidenti[3]
| Anno             | Nome                     |
| ---------------- | ------------------------ |
| 1919-1931        | Giovanni Battista Biaggi |
| 1931-1934        | Otto Bühler              |
| 1934-1938        | Ermanno Steinmann        |
| 1938-1954        | Adolfo Tschudi           |
| 1954-1961        | Guido Descombes sn.      |
| 1961-1974        | Carlo Augusto Steffen    |
| 1974-1985        | Andrea Luca Seifert      |
| 1985-1993        | Hans Paul Brunner        |
| 1993-1995        | Alfred Rösli             |
| 1995-2003        | Carl Emil Felix Minder   |
| 2003-2009        | Fabrizio Rindi           |
| 2009-2019        | Giorgio Berner           |
| 2019-2021        | Barbara Hoepli           |
| 2021-attualmente | Fabio Bocchiola          |

## Albo dei Segretari Generali e Direttori[3]
| Anno             | Nome                          |
| ---------------- | ----------------------------- |
| 1919-1931        | Renato Imer                   |
| 1931-1934        | Otto Seifert                  |
| 1934-1962        | Oscar Humm                    |
| 1963-1968        | Emanuele Lentini              |
| 1968-1979        | Bernardo Cerutti              |
| 1979-1982        | Giancarlo Pometta             |
| 1983-1988        | Riccardo Pallich              |
| 1989-1992        | Silvio Ronzani                |
| 1993-1994        | Vacante                       |
| 1995-1996        | Marco Rosli                   |
| 1997-attualmente | Alessandra Modenese Kauffmann |